# هرمز (پروکنسول)
هرمز (پارسی میانه: Hormizd) پسر هرمز و نوهٔ شاهنشاه هرمز دوم ساسانی بود. پدر او پس از مرگ پدرش توسط اشراف ایران زندانی شد و با کمک همسر خود در سال ۳۲۳ موفق به فرار شد. هرمز در سال ۳۲۴ به قسطنطنیه پناهنده شد و امپراتور روم کنستانتین یکم با او به خوبی رفتار کرد. او در دوره حکومت پروکوپیوس به مقام پروکنسولی استان آسیا رسید.